# Takuya Muraoka
Takuya Muraoka (japanisch 村岡 拓哉 Muraoka Takuya; * 24. Juli 1990 in Yokohama) ist ein japanischer Fußballspieler.

## Karriere
Muraoka erlernte das Fußballspielen in der Schulmannschaft der Nihon University High School und der Universitätsmannschaft der Kanagawa-Universität. Seinen ersten Vertrag unterschrieb er 2013 bei Shonan Bellmare. Der Verein spielte in der höchsten Liga des Landes, der J1 League. 2014 wechselte er zum Drittligisten Fukushima United FC. Für den Verein absolvierte er 62 Ligaspiele. 2017 wechselte er zu Tochigi Uva FC. 2018 wechselte er zu Briobecca Urayasu.